# Халсан
Халсан — исчезнувший посёлок лесорубов в Заиграевском районе Бурятии.

## История
Халсан основан ссыльными литовцами в июне 1948 года. Первые поселенцы построили казармы в лесу, и к 1951 году проживало около 50 семей. Жители работали на лесозаготовках и тушили лесные пожары. Многие голодали, многие умерли или были ранены или убиты в лесу на работе. После вырубки леса вокруг поселения, ссыльные переехали в другие населённые пункты. В 1957 году литовцы начали возвращаться в Литву, деревня опустела. С 1989 по 1990 годы Халсан посетила экспедиция из бывших изгнанников из Каунаса, Шяуляя, Паневежиса